# Emily Davies
Emily Davies (Southampton, 22 aprile 1830 – 13 luglio 1921) è stata un'attivista e educatrice britannica.
Viene ricordata per essere stata la cofondatrice e una delle prime insegnanti del Girton College, il primo college femminile in Gran Bretagna.

## Vita

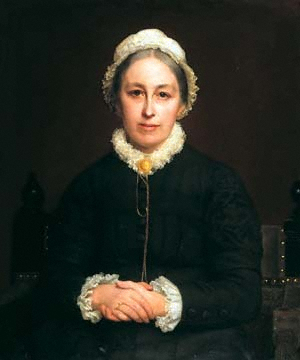
Emily Davies. Ritratto di Rudolph Lehmann, 1880

Emily Davies nacque a Carlton Crescent, Southampton, Inghilterra, figlia di un prete evangelico e di un'insegnante, ma passò la maggior parte della sua giovinezza a Gateshead, dove suo padre, John D. Davies, era il pastore. Emily tentò di studiare medicina e scrisse l'articolo Female Physicians per la pubblicazione femminista The English Woman's Journal nel 1861 e Medicine as a Profession for Women nel 1862.
Nel 1862, dopo la morte del padre, si trasferì a Londra, dove revisionò The English Woman Journal e diventò amica di molte sostenitrici dei diritti delle donne come Barbara Bodichon, Elizabeth Garrett Anderson e sua sorella minore Millicent Garrett Fawcett.
Prese parte al movimento suffragista per il diritto di voto delle donne. Nel 1866, con l'aiuto di John Stuart Mill, il primo uomo a richiedere e a battersi per il diritto di voto alle donne, promosse una petizione in Parlamento per ottenere il voto per le donne. La petizione fu firmata da Paulina Irby, Elizabeth Garrett Anderson ed altre 15.000 persone.
Nello stesso anno Emily scrisse il libro The Higher Education Of Women. Nel 1869 fondò il primo college per donne inglese, con l'aiuto di Frances Buss, Dorothea Bale e Barbare Bodichon. Il Girton College fu fondato a Hitchin, Hertfordshire e Charlotte Manning fu la prima insegnante. Nel 1873 il college si spostò nella periferia di Cambridge, Cambridgeshire. Emily si batté fortemente per garantire una qualità dell'offerta formativa pari a quella offerta agli uomini in quel tempo. Nonostante il Senato avesse rifiutato la sua proposta di permettere alle donne di sostenere gli esami, Emily continuò a formare le studentesse in maniera non ufficiale. Dal 1873 al 1875 fu insegnante del college, dove in seguito svolse il ruolo di Segretaria fino al 1904. Al college non fu permesso, però, di garantire il diploma di Cambridge alle donne fino al 1948. La tenace lotta di Emily per l'equità dell'educazione fu fondamentale per la fondazione del Newnham College nel 1875, guidato da Anne Jemima Clough. Nel giugno del 1910 Emily ricevette il Doctor of Laws (DLL) onorario dall'Università di Glasgow.
Il suo impegno per l'ottenimento del suffragio femminile fu costante, ma contrario ai metodi violenti delle suffragette. Nel 1906 guidò una delegazione in Parlamento. Nel 1910 pubblicò Thoughts on Some Questions Relating to Women.
Morì nel 1921.

## Citazioni
(Emily Davies)
(Emily Davies)